# Cinema Palace (Brussel)
Palace, voorheen Pathé Palace, is een bioscoop met hoofdingang aan de Brusselse Anspachlaan en zijingangen aan de Van Praetstraat en de Borgwal.

## Geschiedenis
Het gebouw werd ontworpen in 1913 door Paul Hamesse, die nog stage gelopen had bij Paul Hankar, en zijn broer Léon Hamesse in opdracht van Les Grands Palais d'Attraction Pathé Frères en met name Charles Pathé. Hamesse vertrok van een bestaand gebouw van Alphonse Dumont, aanvankelijk opgericht als zaal voor openbare verkopen en nadien ingenomen door de Grands Magasins du Centre en nog later door het Casino de la Bourse. In september 1911 was de Central-Cinéma er geopend. Hamesse verbouwde de gevel grondig in een geometrische art-nouveaustijl. Op de binnenplaats bouwde hij een grote zaal met aanhorigheden. Ze bood plaats aan 1.607 toeschouwers (736 op het parterre, 330 op het eerste balkon en 541 op het tweede balkon). In het uitbundige stucwerk is zijn opleiding bij Alban Chambon zichtbaar. Hij slaagde erin verschillende stemmingen op te roepen, van de intimistische wintertuin over de prestigieuze theaterzaal tot de exotische bar. Boven op de gevel kwam een bronzen haan, symbool van de firma Pathé.

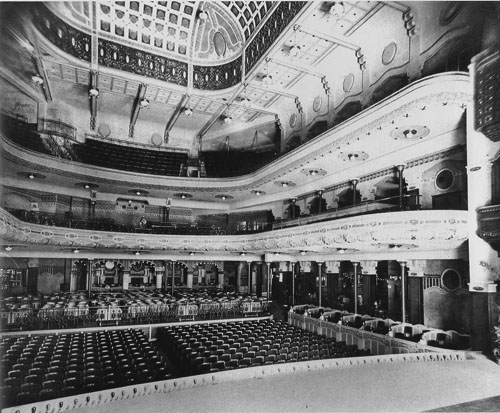
De voormalige grote zaal

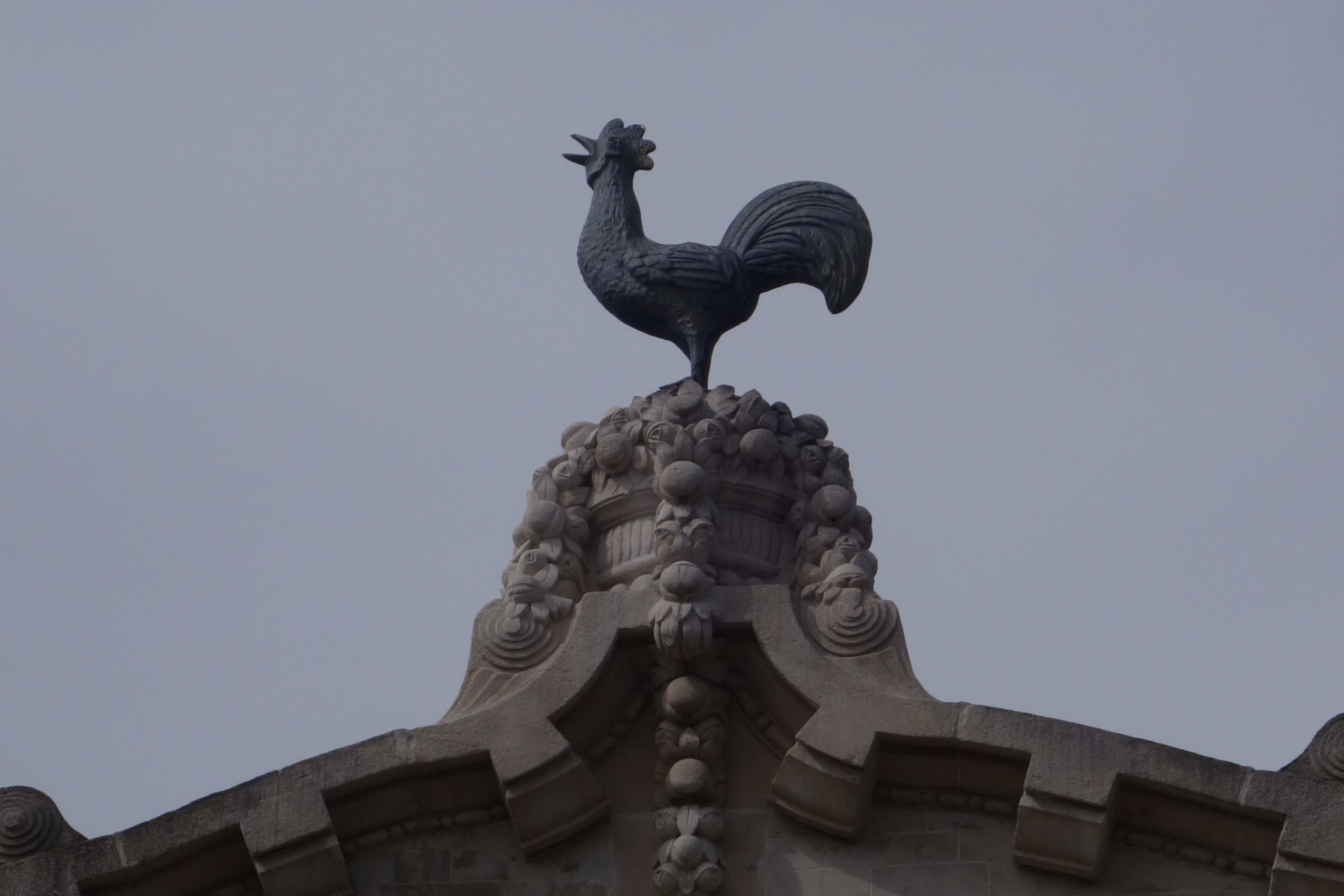
De haan van Pathé

Zo ontstond de grootste cinema van Brussel, met een capaciteit van 2.500 zitplaatsen en plaats voor een orkest. Het is de oudste nog behouden cinema van het land. Er was ook een concertzaal en in de kelder een brasserie. In de bezettingsjaren 1914-18, toen de theaterzalen geconfisqueerd waren, werd hij getransformeerd tot schouwburg. De opening vond plaats op 28 januari 1916. Op 18 februari werd de zaal omgedoopt tot Théâtre Angèle Van Loo (naar de directrice) en nadien tot Théâtre de la Bourse (tot de wapenstilstand).
In 1950 voerde architect Rie Haan een grondige verbouwing door naar de strakkere smaak van die tijd. De koepel verdween onder een vals plafond. De cinema verdween in 1973 en in de plaats kwam een winkel voor huishoudelijke apparatuur (Bauknecht Center). Klanten konden parkeren in de voormalige grote zaal. Die bleef er tot 1992, waarna enige jaren van leegstand volgden. In 1999 werd terug aangeknoopt bij het bioscoopverleden, met de komst van Kladaradatch (Jiddisch voor "groot spektakel"). De nieuwe eigenaars voegden de verschillende onderdelen van het gebouw terug samen en verbonden dit door het PPCafé. Ondanks een redelijke publieksopkomst volgde al na anderhalf jaar het faillissement.
Daarop voerden de Vlaamse en Franse Gemeenschap een nogal bitse strijd om het gebouw te verwerven. De rechtbank wees het toe aan de Franse Gemeenschap, wat in hoger beroep werd bevestigd. Het Théâtre National kreeg er onderdak tot de opening van hun nieuwe complex in 2004 (technische aanpassingen o.l.v. architect Olivier Bastin). Sedertdien stond het gebouw terug leeg.
Verbouwingswerken werden aangevat in november 2012 onder leiding van architect Alain Richard, maar door financieringsproblemen werd de heropening uitgesteld, eerst tot eind 2016 en daarna tot september 2017. Na het missen van de vooropgestelde data werd in 2017 bericht dat de Franse Gemeenschap het gebouw, waarvoor 16 miljoen euro kosten waren gemaakt, weer van de hand wilde doen.
In februari 2018 opende de cinema na veertien jaar leegstand weer de deuren. Over de vier zalen zijn ruim 600 plaatsen beschikbaar (373, 140, 80 en 60). De programmatie bestaat vooral uit arthousefilms. De exploitatievereniging wordt geleid door directeur Olivier Rey en in de raad van bestuur zetelen de regisseurs Fien Troch en Luc Dardenne (voorzitter).

## Beschrijving
Het best bewaarde deel is de gevel aan de Anspachlaan en de "Foyer Hamesse" op de eerste verdieping, met galerij in ijzersmeedwerk, granitovloeren, geschilderde lambriseringen, authentieke zitbanken en bow window (waar zich aanvankelijk de toiletten bevonden).
Voor het overige werd het interieur door de renovatie van 2012-2018 haast volledig gestript. Rond een centrale vide, waarlangs daglicht binnenkomt, werd een nieuwe labyrintstructuur gecreëerd in het complex.